# Cheltenham (Australie)
Pour les articles homonymes, voir Cheltenham.
Cheltenham est un quartier de Sydney dans l'État de Nouvelle-Galles du Sud, en Australie. Cheltenham est situé à 21 kilomètres au nord-ouest du quartier central des affaires de Sydney dans la zone d'administration locale du comté d'Hornsby.
Ce quartier résidentiel a un style anglais, avec un certain nombre de maisons de maître du XIXe siècle et ses rues bordées d'arbres.
Cheltenham tire son nom d'une maison construite par William Chorley, un tailleur de Sydney. Il a appelé l'endroit du nom de sa ville natale de Cheltenham, dans le Gloucestershire, en Angleterre.